# Condado de Calhoun (Illinois)
O Condado de Calhoun é um dos 102 condados do Estado americano de Illinois. A sede do condado é Hardin, e sua maior cidade é Hardin. O condado possui uma área de 735 km² (dos quais 77 km² estão cobertos por água), uma população de 5 084 habitantes, e uma densidade populacional de 8 habitantes/km² (segundo o censo nacional de 2000). O condado foi fundado em 10 de janeiro de 1825.